# Trzy pokoje na Manhattanie
Trzy pokoje na Manhattanie – francuski film fabularny z 1965 roku w reżyserii Marcela Carné. Miejscem kręcenia filmu był Nowy Jork.

## Fabuła
François Comte wyjeżdża z Francji, w której jest bardzo uznanym aktorem, do USA, lecz okazuje się, że sukces za oceanem nie jest na wyciągnięcie ręki. Ma mało ciekawą pracę w stacji telewizyjnej w Nowym Jorku. Spotyka Kay, młodą kobietę, podobnie jak i on bez stałego zajęcia. Zaprasza ją do siebie i rodzi się między nimi uczucie. Pewien producent ostrzega go jednak przed kobietami jej pokroju. Miłość okazuje się jednak silniejsza.

## Obsada
- Maurice Ronet - Francois Comte
- Margaret Nolan - June
- Virginia Vec - czarna piosenkarka
- Robert Hoffmann - Thierry
- Geneviève Page - Yolande Combes
- Gabriele Ferzetti - hrabia Larsi
- O.E. Hasse - Hourvitch

i inni